# Google Cloud Platform
Google Cloud Platform (рус. Облачная платформа Google, сокр. GCP) — набор сервисов облачных вычислений, предоставляемых Google, включающий модульные облачные услуги, такие как облачные вычисления, хранение данных, анализ данных и машинное обучение, а также набор инструментов. Платформа работает на той же инфраструктуре, которую Google использует для своих потребительских продуктов, таких как Google Search, Gmail и Google Docs, по данным Verma et al. Для регистрации требуется привязка банковской карты или банковских реквизитов.
Google Cloud Platform предоставляет такие услуги, как инфраструктура как услуга, платформа как услуга, и бессерверные вычисления.
В апреле 2008 года Google анонсировала App Engine — платформу для разработки и хостинга веб-приложений в центрах обработки данных под управлением Google. Это был первый сервис облачных вычислений компании. Услуга стала общедоступной в ноябре 2011 года. После запуска App Engine Google расширила платформу, добавив множество облачных сервисов.
Google Cloud Platform является частью Google Cloud, которая включает публичную облачную инфраструктуру Google Cloud Platform, Google Workspace (ранее G Suite), корпоративные версии Android и ChromeOS, а также API для машинного обучения и корпоративных картографических сервисов. С 2022 года в официальных материалах Google указано, что термин «Google Cloud» заменяет «Google Cloud Platform», что может вызывать путаницу в терминологии.

## Проблемы
Как и другие облачные решения, приложения, размещённые на платформе Google Cloud Platform, подвержены заблуждениям, связанным с распределёнными вычислениями, — ряду ошибочных представлений, которые могут привести к существенным проблемам в процессе разработки и развертывания программного обеспечения.

## Продукты

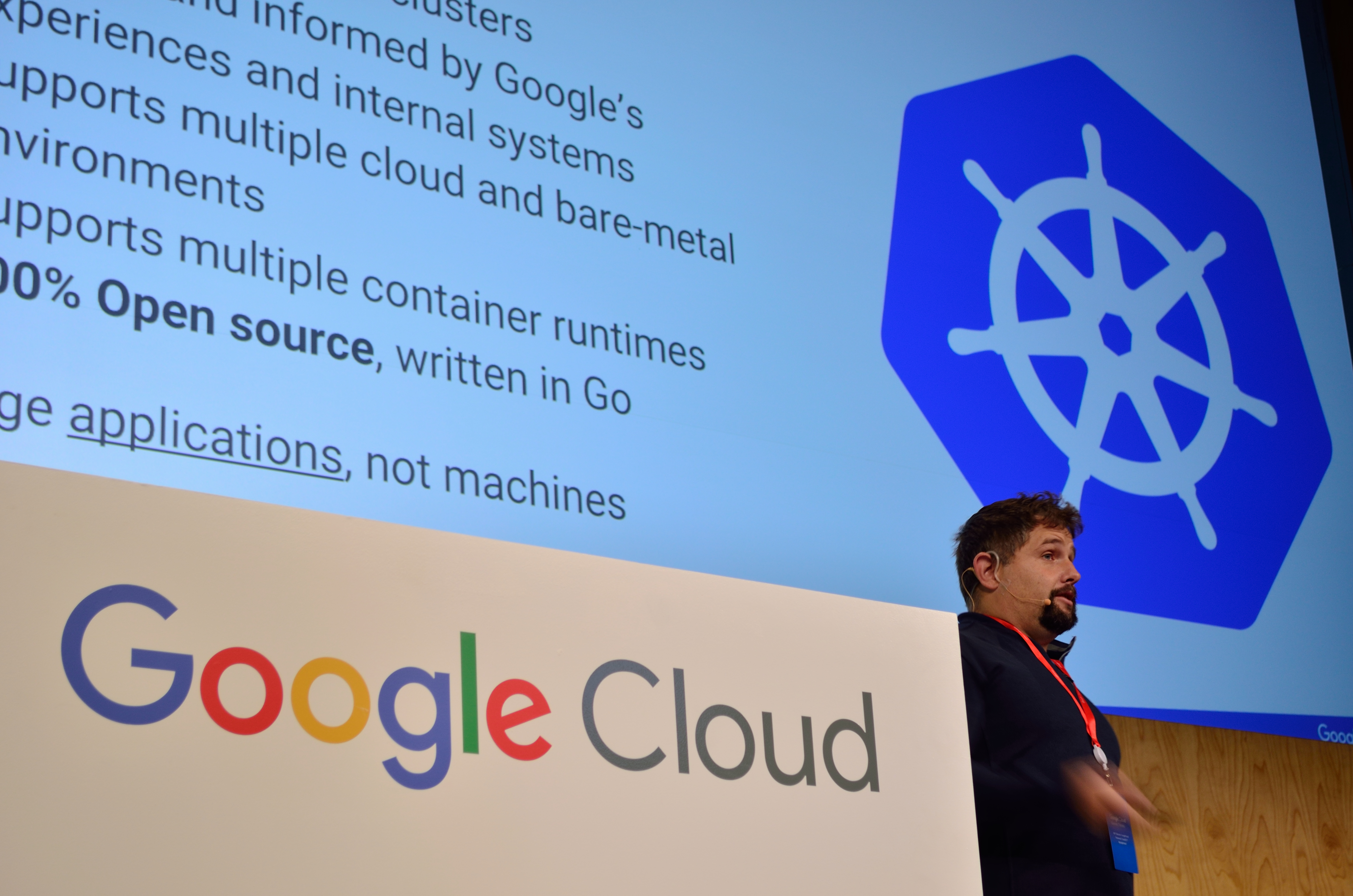
Презентация на конференции по Google Container Engine/Kubernetes

Google предлагает более 100 продуктов под брендом Google Cloud. Некоторые из ключевых сервисов перечислены ниже.

### Вычислительные услуги
- App Engine — платформа как услуга для развертывания приложений, разработанных с использованием языков программирования Java, PHP, Node.js, Python, C#, .NET, Ruby и Go.
- Compute Engine — инфраструктура как услуга для запуска виртуальных машин под управлением Microsoft Windows и Linux.
- Google Kubernetes Engine (GKE) или GKE On-Prem (в составе платформы Anthos)[8][9] — это Контейнеры как услуга на основе Kubernetes.
- Cloud Functions — Функции как услуга для выполнения событийно-ориентированного кода, написанного на Node.js, Java, Python или Go.
- Cloud Run — Среда выполнения вычислений на основе Knative.[10] Предлагается в двух вариантах: Cloud Run (полностью управляемый)[11] и Cloud Run для Anthos.[11] В настоящее время поддерживает управление инфраструктурой в GCP, AWS и VMware.[12]

### Хранилища и базы данных
- Cloud Storage — Объектное хранилище с интегрированным кэшированием на краевых узлах для хранения неструктурированных данных.
- Cloud SQL  — База данных как сервис, основанная на MySQL, PostgreSQL и Microsoft SQL Server.
- Cloud Bigtable — Управляемый сервис NoSQL-базы данных.[13]
- Cloud Spanner — Горизонтально масштабируемый, сильно согласованный реляционный сервис базы данных.[14]
- Cloud Datastore — NoSQL-база данных для веб и мобильных приложений.[15]
- Persistent Disk — Блочное хранилище для виртуальных машин Compute Engine.[16]
- Cloud Memorystore — Управляемое хранилище данных в оперативной памяти на основе Redis и Memcached.[17]
- Local SSD: Высокопроизводительное, временное, локальное блочное хранилище.
- Filestore: Высокопроизводительное файловое хранилище для пользователей Google Cloud.[18]
- AlloyDB: Полностью управляемый сервис базы данных PostgreSQL.[19]

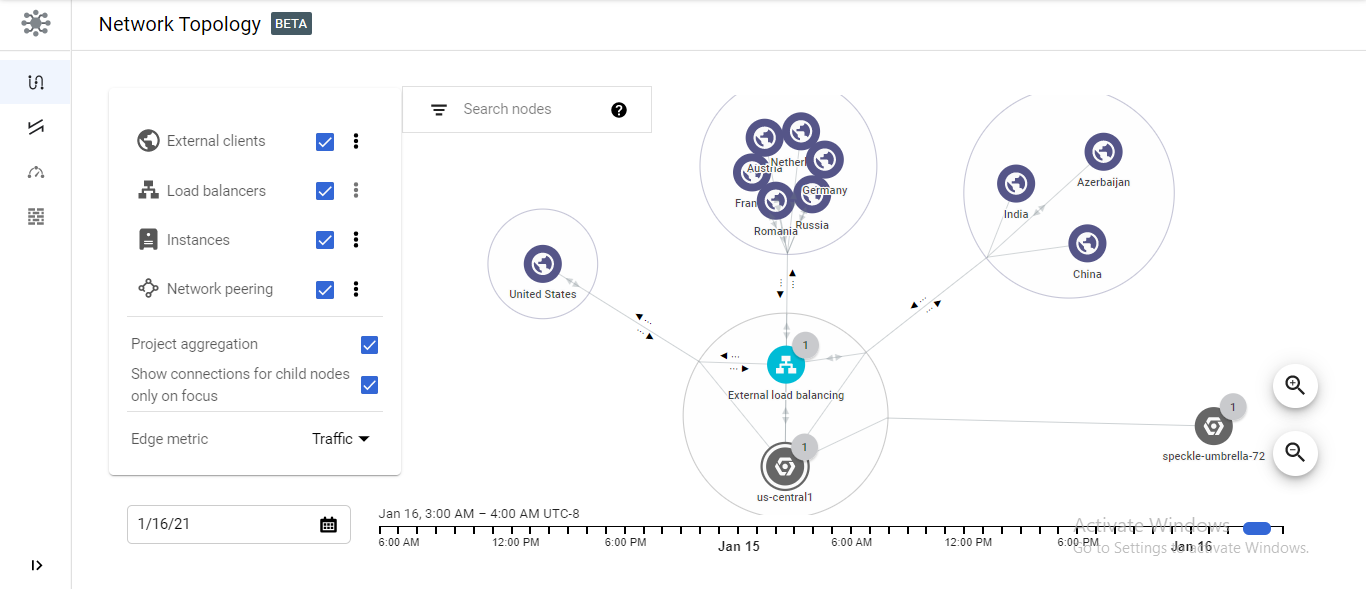

### Сеть
- VPC — Виртуальная частная сеть для управления программно-определяемой сетью облачных ресурсов.
- Cloud Load Balancing — Программно-определяемая управляемая служба для балансировки нагрузки трафика.
- Cloud Armor — Межсетевой экран веб-приложений для защиты рабочих нагрузок от DDoS-атак.
- Cloud CDN — Сеть доставки контента на основе глобально распределенных узлов Google.
- Cloud Interconnect — Сервис для подключения центра обработки данных к Google Cloud Platform.
- Cloud DNS — Управляемая, служба авторитетного DNS, работающая на инфраструктуре Google.
- Network Service Tiers — Возможность выбора уровня сети: Premium (высокая производительность) или Standard (стандартная).

### Большие данные
- BigQuery — Масштабируемый управляемый корпоративный склад данных для аналитики.[20]
- Cloud Dataflow — Управляемая служба на основе Apache Beam для обработки потоковых и пакетных данных.[21]
- Cloud Data Fusion — Управляемая ETL-служба, основанная на платформе Cask Data Application Platform с открытым исходным кодом.[22]
- Dataproc — Платформа для больших данных, предназначенная для выполнения задач Apache Hadoop и Apache Spark.[23]
- Cloud Composer — Управляемая служба оркестрации рабочих процессов на основе Apache Airflow.[24]
- Cloud Datalab — Инструмент для исследования, анализа, визуализации данных и машинного обучения. Представляет собой полностью управляемую службу Jupyter Notebook.[25]
- Cloud Dataprep — Служба для работы с данными на основе Trifacta, которая позволяет визуально исследовать, очищать и готовить данные для анализа.[26]
- Cloud Pub/Sub — Масштабируемая служба для сбора событий на основе очередей сообщений.[27]
- Looker Studio — Инструмент бизнес-аналитики для визуализации данных через дашборды и отчёты.[28]
- Looker — Платформа бизнес-аналитики.[29][30]

### Облачный искусственный интеллект
- Cloud AutoML — Сервис для обучения и развертывания пользовательских моделей машинного обучения. С сентября 2018 года сервис находится в бета-версии.[31]
- Cloud TPU — Ускорители, используемые Google для обучения моделей машинного обучения.[32]
- Cloud Machine Learning Engine — Управляемый сервис для обучения и создания моделей машинного обучения на основе популярных фреймворков.[33]
- Cloud Talent Solution (ранее Cloud Job Discovery) — Сервис на основе поисковых и машинно-обученных возможностей Google для экосистемы рекрутинга.[34]
- Dialogflow Enterprise — Среда разработки на основе машинного обучения Google для создания диалоговых интерфейсов.[35]
- Cloud Natural Language — Сервис анализа текста на основе моделей глубокого обучения Google.[36]
- Cloud Speech-to-Text — Сервис преобразования речи в текст на основе машинного обучения.[37]
- Cloud Text-to-Speech — Сервис преобразования текста в речь на основе машинного обучения.[38]
- Cloud Translation API — Сервис для динамического перевода между тысячами доступных языковых пар.
- Cloud Vision API — Сервис анализа изображений на основе машинного обучения.[39]
- Cloud Video Intelligence — Сервис анализа видео на основе машинного обучения.[40]

### Инструменты управления
- Operations Suite (ранее Stackdriver) — Мониторинг, логирование, трассировка и диагностика приложений на Google Cloud Platform.[41]
- Cloud Deployment Manager — Инструмент для развертывания ресурсов Google Cloud Platform, описанных в шаблонах на YAML, Python или Jinja2.[42]
- Cloud Console — Веб-интерфейс для управления ресурсами Google Cloud Platform.
- Cloud Shell — Веб-ориентированная командная строка для управления ресурсами Google Cloud Platform через браузер.
- Мобильное приложение Cloud Console — Приложение для Android и iOS для управления ресурсами Google Cloud Platform.
- Cloud API — API для автоматизированного доступа к ресурсам Google Cloud Platform.

### Управление идентификацией и безопасностью
- Cloud Identity — Служба единого входа на основе SAML 2.0 и OpenID.
- Cloud IAM — Сервис управления идентификацией и доступом для настройки политик на основе ролевого контроля доступа.
- Cloud Identity-Aware Proxy — Сервис для управления доступом к облачным приложениям на Google Cloud Platform без использования VPN.
- Cloud Data Loss Prevention API — Служба автоматического обнаружения, классификации и маскирования конфиденциальных данных.
- Security Key Enforcement — Двухэтапная верификация на основе аппаратного ключа безопасности.
- Cloud Key Management Service — Облачный сервис управления ключами шифрования, интегрированный с IAM и аудитом.
- Cloud Resource Manager — Сервис управления ресурсами по проектам, папкам и организациям в иерархической структуре.
- Cloud Security Command Center — Платформа безопасности и управления рисками для данных и сервисов в Google Cloud Platform.
- Cloud Security Scanner — Автоматизированный сканер уязвимостей для приложений, развернутых в App Engine.
- Access Transparency — Аудит-логи в режиме, близком к реальному времени, для администраторов Google Cloud Platform.
- VPC Service Controls — Сервис для создания защищенных периметров вокруг конфиденциальных данных в сервисах Google Cloud Platform.

### Интернет вещей (IoT)
- Cloud IoT Core — сервис безопасного подключения и управления устройствами для Интернета вещей.
- Edge TPU — специализированная интегральная схема (ASIC), предназначенная для выполнения выводов (инференса) на периферии сети. По состоянию на сентябрь 2018 года продукт находится в стадии закрытого бета-тестирования.
- Cloud IoT Edge — предоставляет возможности искусственного интеллекта на уровне периферийных вычислений.

### Платформа API
- Maps Platform — API для карт, маршрутов и мест на основе Google Maps.
- Apigee API Platform — Платформа управления жизненным циклом API для проектирования, защиты, развертывания, мониторинга и масштабирования.
- API Monetization — Инструмент для провайдеров API по созданию моделей монетизации, отчетов, платежных шлюзов и интеграций с порталами разработчиков.
- Developer Portal — Платформа самообслуживания для разработчиков, позволяющая публиковать и управлять API.
- API Analytics — Сервис для анализа API-ориентированных программ через мониторинг, измерение и управление API.
- Apigee Sense — Обеспечивает безопасность API, выявляя подозрительные действия и оповещая администраторов.
- Cloud Endpoints — Прокси-сервер на базе NGINX для развертывания и управления API.
- Service Infrastructure — Набор базовых сервисов для создания продуктов Google Cloud.

## Регионы и зоны
Регион — это конкретное географическое место, где пользователи могут размещать облачные ресурсы. Каждый регион - это независимая географическая область, состоящая из зон.
Зона — это область развертывания ресурсов Google Cloud Platform в регионе. Зоны следует рассматривать как единый домен отказов в регионе. В большинстве регионов имеется три зоны.
По состоянию на 1 квартал 2024 года Google Cloud Platform доступна в 40 регионах и 121 зоне:
| Region Name             | Launch Date | Location                                                | Zones                                                                               |
| ----------------------- | ----------- | ------------------------------------------------------- | ----------------------------------------------------------------------------------- |
| us-west1                | 2016-Q3     | Даллес, Орегон, Соединенные Штаты Америки               | - us-west1-a - us-west1-b - us-west1-c                                              |
| us-west2                | 2018-Q3     | Лос-Анджелес, Калифорния, Соединенные Штаты Америки     | - us-west2-a - us-west2-b - us-west2-c                                              |
| us-west3                | 2020-Q1     | Солт-Лейк-Сити, штат Юта, Соединенные Штаты Америки     | - us-west3-a - us-west3-b - us-west3-c                                              |
| us-west4                | 2020-Q2     | Лас-Вегас, Невада, Соединенные Штаты Америки            | - us-west4-a - us-west4-b - us-west4-c                                              |
| us-central1             | 2009        | Совет-Блаффс, Айова, Соединенные Штаты Америки          | - us-central1-a - us-central1-b - us-central1-c - us-central1-f                     |
| us-east1                | 2015-Q4     | Монкс Корнер, Южная Каролина, Соединенные Штаты Америки | - us-east1-b - us-east1-c - us-east1-d                                              |
| us-east4                | 2017-Q2     | Эшберн, Вирджиния, Соединенные Штаты Америки            | - us-east4-a - us-east4-b - us-east4-c                                              |
| us-east5                | 2022-Q2     | Колумбус, Огайо, Соединенные Штаты Америки              | - us-east5-a - us-east5-b - us-east5-c                                              |
| us-south1               | 2022-Q2     | Даллас, Техас, Соединенные Штаты Америки                | - us-south1-a - us-south1-b - us-south1-c                                           |
| northamerica-northeast1 | 2018-Q1     | Монреаль, Канада                                        | - northamerica-northeast1-a - northamerica-northeast1-b - northamerica-northeast1-c |
| northamerica-northeast2 | 2021-Q3     | Торонто, Канада                                         | - northamerica-northeast2-a - northamerica-northeast2-b - northamerica-northeast2-c |
| southamerica-east1      | 2017-Q3     | Сан-Паулу, Бразилия                                     | - southamerica-east1-a - southamerica-east1-b - southamerica-east1-c                |
| southamerica-west1      | 2021-Q3     | Сантьяго, Чили                                          | - southamerica-west1-a - southamerica-west1-b - southamerica-west1-c                |
| europe-west1            |             | Сен-Жислен, Бельгия                                     | - europe-west1-b - europe-west1-c - europe-west1-d                                  |
| europe-west2            | 2017-Q2     | Лондон, Великобритания                                  | - europe-west2-a - europe-west2-b - europe-west2-c                                  |
| europe-west3            | 2017-Q3     | Франкфурт, Германия                                     | - europe-west3-a - europe-west3-b - europe-west3-c                                  |
| europe-west4            | 2018-Q1     | Эемсхавен, Нидерланды                                   | - europe-west4-a - europe-west4-b - europe-west4-c                                  |
| europe-west6            | 2019-Q1     | Цюрих, Швейцария                                        | - europe-west6-a - europe-west6-b - europe-west6-c                                  |
| europe-west8            | 2022-Q2     | Милан, Италия                                           | - europe-west8-a - europe-west8-b - europe-west8-c                                  |
| europe-west9            | 2022-Q2     | Париж, Франция                                          | - europe-west9-a - europe-west9-b - europe-west9-c                                  |
| europe-west10           | 2023-Q3     | Берлин, Германия                                        | - europe-west10-a - europe-west10-b - europe-west10-c                               |
| europe-west12           | 2023-Q1     | Турин, Италия                                           | - europe-west12-a - europe-west12-b - europe-west12-c                               |
| europe-central2         | 2021-Q2     | Варшава, Польша                                         | - europe-central2-a - europe-central2-b - europe-central2-c                         |
| europe-north1           | 2018-Q2     | Хамина, Финляндия                                       | - europe-north1-a - europe-north1-b - europe-north1-c                               |
| europe-southwest1       | 2022-Q2     | Мадрид, Испания                                         | - europe-southwest1-a - europe-southwest1-b - europe-southwest1-c                   |
| me-west1                | 2022-Q4     | Тель-Авив, Израиль                                      | - me-west1-a - me-west1-b - me-west1-c                                              |
| me-central1             | 2023-Q2     | Доха, Катар                                             | - me-central1-a - me-central1-b - me-central1-c                                     |
| me-central2             | 2023-Q4     | Даммам, Саудовская Аравия                               | - me-central2-a - me-central2-b - me-central2-c                                     |
| asia-south1             | 2017-Q4     | Мумбаи, Индия                                           | - asia-south1-a - asia-south1-b - asia-south1-c                                     |
| asia-south2             | 2021-Q2     | Дели, Индия                                             | - asia-south2-a - asia-south2-b - asia-south2-c                                     |
| asia-southeast1         | 2017-Q2     | Джуронг Уэст, Сингапур                                  | - asia-southeast1-a - asia-southeast1-b - asia-southeast1-c                         |
| asia-southeast2         | 2020-Q2     | Джакарта, Индонезия                                     | - asia-southeast2-a - asia-southeast2-b - asia-southeast2-c                         |
| asia-east1              | 2013-Q4     | Уезд Чанхуа, Тайвань                                    | - asia-east1-a - asia-east1-b - asia-east1-c                                        |
| asia-east2              | 2018-Q3     | Гонконг                                                 | - asia-east2-a - asia-east2-b - asia-east2-c                                        |
| asia-northeast1         | 2016-Q4     | Токио, Япония                                           | - asia-northeast1-a - asia-northeast1-b - asia-northeast1-c                         |
| asia-northeast2         | 2019-Q2     | Осака, Япония                                           | - asia-northeast2-a - asia-northeast2-b - asia-northeast2-c                         |
| asia-northeast3         | 2020-Q1     | Сеул, Корея                                             | - asia-northeast3-a - asia-northeast3-b - asia-northeast3-c                         |
| australia-southeast1    | 2017-Q3     | Сидней, Австралия                                       | - australia-southeast1-a - australia-southeast1-b - australia-southeast1-c          |
| australia-southeast2    | 2021-Q2     | Мельбурн, Австралия                                     | - australia-southeast2-a - australia-southeast2-b - australia-southeast2-c          |
| africa-south1           | 2024-Q1     | Йоханнесбург, Южная Африка                              | - africa-south1-a - africa-south1-b - africa-south1-c                               |

## Схожесть с услугами других поставщиков облачных услуг
Тем, кто знаком с другими известными поставщиками облачных услуг, сравнение аналогичных сервисов может помочь разобраться в предложениях Google Cloud Platform.
| Google Cloud Platform    | Amazon Web Services               | Microsoft Azure          | Oracle Cloud                     |
| ------------------------ | --------------------------------- | ------------------------ | -------------------------------- |
| Google Compute Engine    | Amazon EC2                        | Azure Virtual Machines   | Oracle Cloud Infra OCI           |
| Google App Engine        | AWS Elastic Beanstalk             | Azure App Services       | Oracle Application Container     |
| Google Kubernetes Engine | Amazon Elastic Kubernetes Service | Azure Kubernetes Service | Oracle Kubernetes Service        |
| Google Cloud Bigtable    | Amazon DynamoDB                   | Azure Cosmos DB          | Oracle NoSQL Database            |
| Google BigQuery          | Amazon Redshift                   | Azure Synapse Analytics  | Oracle Autonomous Data Warehouse |
| Google Cloud Functions   | AWS Lambda                        | Azure Functions          | Oracle Cloud Fn                  |
| Google Cloud Datastore   | Amazon DynamoDB                   | Azure Cosmos DB          | Oracle NoSQL Database            |
| Google Cloud Storage     | Amazon S3                         | Azure Blob Storage       | Oracle Cloud Storage OCI         |

## Временная шкала
- Апрель 2008 — анонсирован предварительный просмотр Google App Engine[52]
- Май 2010 — запущено Google Cloud Storage[53]
- Май 2010 — предварительный анонс Google BigQuery и Prediction API[54]
- Октябрь 2011 — анонсирован предварительный просмотр Google Cloud SQL[54]
- Июнь 2012 — Google Compute Engine запущен в предварительной версии[55]
- Май 2013 — Google Compute Engine выпущен в GA[56]
- Август 2013 —  Cloud Storage начинает автоматически шифровать данные и метаданные каждого объекта хранения по 128-битному стандарту Advanced Encryption Standard (AES-128), а каждый ключ шифрования сам шифруется с помощью регулярно обновляемого набора мастер-ключей[57]
- Февраль 2014 — Google Cloud SQL становится GA[58]
- Май 2014 — Stackdriver приобретен компанией Google[59]
- Июнь 2014 — анонсирован Kubernetes как менеджер контейнеров с открытым исходным кодом[60]
- Июнь 2014 — анонсирована предварительная версия Cloud Dataflow[61]
- Октябрь 2014 — Google приобретает Firebase[62]
- Ноябрь 2014 — анонсирован альфа-релиз Google Kubernetes Engine (ранее Container Engine)[63]
- Январь 2015 — Google Cloud Monitoring на базе Stackdriver выходит в бета-версию[64]
- Март 2015 — Google Cloud Pub/Sub становится доступным в бета-версии[65]
- Апрель 2015 — Google Cloud DNS становится общедоступным[66]
- Апрель 2015 — Google Dataflow запущен в бета-версии[67]
- Июль 2015 — Google выпускает первую версию Kubernetes; передает ее Фонду нативных облачных вычислений
- Август 2015 — Google Cloud Dataflow, Google Cloud Pub/Sub, Google Kubernetes Engine и Deployment Manager выходят в GA[68]
- Ноябрь 2015 — приобретена компания Bebop, и Диана Грин присоединяется к Google[69]
- Февраль 2016 — Google Cloud Functions становится доступной в альфа-версии[70]
- Сентябрь 2016 — компания Apigee, предоставляющая услуги по управлению интерфейсами прикладного программирования (API), приобретена Google[71]
- Сентябрь 2016 — Stackdriver становится общедоступным[72]
- Ноябрь 2016 — компания Qwiklabs, специализирующаяся в области EdTech, приобретена Google[73]
- Февраль 2017 — Cloud Spanner, высокодоступная, глобально распределенная база данных, выпущена в бета-версию[74]
- Март 2017 — Google приобретает Kaggle, крупнейшее в мире сообщество ученых, изучающих данные, и энтузиастов машинного обучения[75]
- Апрель 2017 — профессор Массачусетского технологического института Эндрю Сазерленд побил рекорд самого большого в истории кластера Compute Engine с 220 000 ядер на вытесняемых виртуальных машинах[76]
- Май 2017 — Google Cloud IoT Core запущен в бета-версию[77]
- Ноябрь 2017 — Google Kubernetes Engine получает сертификат CNCF[78]
- Февраль 2018 — Google Cloud IoT Core становится общедоступным[79]
- Февраль 2018 — Google объявляет о намерении приобрести компанию Xively[80]
- Февраль 2018 — Cloud TPUs, ML-ускорители для Tensorflow, стали доступны в бета-версии[81]
- Май 2018 — Google Cloud Memorystore становится доступным в бета-версии[82]
- Апрель 2019 — бета-релиз Google Cloud Run (полностью управляемый)[83]
- Апрель 2019 — анонсирован Google Anthos[84][85]
- Ноябрь 2019 — Google Cloud Run (полностью управляемая версия) вышла в общую доступность[86]
- Март 2020 — из-за пандемии COVID-19 Google Cloud отложила потоковую онлайн-версию мегаконференции Google Cloud Next, спустя две недели после отмены очной версии[87]
- Октябрь 2020 — Google Cloud объявила о том, что станет кандидатом в блокчейн-производители для сети EOS и протокола EOS.IO. В настоящее время ведущими производителями блоков являются такие криптовалютные биржи, как OKEx и Binance[88][89]
- Февраль 2021 — представлен Google Kubernetes Engine Autopilot[90][91]
- Май 2021 — анонсирован ИИ Vertex на сайте Google.io[92]
- Июнь 2021 — в 2021 году Apple стала крупнейшим клиентом Google Cloud[93]
- Апрель 2022 — компания MobiledgeX приобретена и присоединилась к Google Cloud[94]
- Март 2023 — Google внедряет в Google Cloud возможности генеративного ИИ[95]
- Май 2024 — Google Cloud сотрудничает с компанией Airtel[96][97]

## Публичные клиенты
Клиенты, объявленные в 2023 году, включают: Kingfisher, Правительство Кувейта, Deutsche Börse, Unity Technologies, Uber, FanCode, и Mercedes-Benz.